# Черепановская летопись
Черепановская летопись — сибирская летопись, сборник исторических рассказов, собранных под названием «Летопись Сибирская» представителем семейства тобольских ямщиков Черепановых Ильёй Черепановым.

## Объём
Представляет собой 2-томную рукопись в 700 листов.

## Время создания
Создана в 1760 году, дополнялась до 1790-х годов.

## Композиция
Принцип расположения материала — традиционно летописный, с четким соблюдением хронологии.

## Хронологические рамки
От сибирского похода Ермака до 1759 года.

## Содержание
Сборник Ильи Черепанова написан обыкновенным книжным языком XVIII столетия и начинается рассказом о родословии Ермака. Рассказ этот, заимствованный, по собственному признанию автора, из «некоторой Сибирской истории» и составленный «якобы по собственному объявлению Ермака», не вошел ни в одну из более старых летописей и только встретился ещё раз, как отдельная статья, Спасскому, в одном сборнике XVII века. Н. М. Карамзин, приводя его в прим. 664 к т. IX «Истории Государства Российского», называет сказкой, к такому же выводу приходит позднейшая критика Никитского. Затем изложение событий в начальной части сборника, в сущности, — не что иное, как подробное, местами чуть ли не дословное, извлечение из «Описания Сибирского царства» Г.-Ф. Миллера, дополненное летописью С. У. Ремезова, Степенной книгой, хронографом, сочинением Г. И. Новицкого об остяках и др. Более самостоятельное значение и больший исторический интерес летопись Черепанова принимает с того момента, когда для автора, не знавшего продолжения Миллеровой истории в «Ежемесячных сочинениях», оканчивается руководство Миллера и Ремезова, хотя известия летописи сосредоточиваются тогда, преимущественно, около Тобольска. Некоторые из этих известий имеют сугубо местный интерес, другие относятся к Тобольску, как главному административному центру Сибири, третьи касаются церковного быта, появления раскольников, их самосожжений и др. Летопись доведена до 1759 года. Об источниках второй её части можно только догадываться. Автор, по-видимому, пользовался местными сказаниями и легендами, современными записями, а за последние годы, обнимаемые летописью, известия могли быть внесены Черепановым, как очевидцем. 

## Значение для историографии
Сборник этот в рукописных своих списках давно известен в литературе. Он был в руках Карамзина, получившего его от архиепископа тобольского Амвросия, через графа Румянцева, но не знавшего его автора и назвавшего его поэтому летописью неизвестного автора. В 1821 году говорил о нём и печатал из него отрывки Г. И. Спасский; он же доказал, что автор этого сборника — именно Илья Черепанов, упоминаемый Фальком, который также пользовался этою летописью. В 1838 году писал о нём Словцов, который пользовался этой рукописью, хотя и, как он сам говорит, не без осторожности.

## Вопрос об издании
Несмотря на целый ряд известий о нём и использовании его некоторыми авторами, этот сборник не был издан Археографической комиссией в 1877 году, на рассмотрение которой он был представлен по списку Тобольской духовной семинарии. Издание его, по докладу Л. Н. Майкова, было признано малополезным и несвоевременным.

### Критика
Как сравнительно поздний и весьма сложный по составу памятник, Летопись требует особенно тщательной критики, а для критики такого рода, особенно по истории Сибири в XVII и XVIII веках, из него были напечатаны только отдельные выписки в Летописи занятий Археографической комиссии (вып. VII, отд. IV, стр. 44—68). Ещё ранее Спасским в «Сибирском Вестнике» (1821, ч. XIV, стр. 289—294) было напечатано: «Любопытное вооружение города Тобольска против нашествия Калмыков в 1646 г. (из летописи Черепанова)»; в ч. XV, стр. 106—119; 202—269; 306—315 — «Посольство из Тобольска к Бушухту Хану Зюнгарскому в 1691 г.»; в 1823, ч. IV — «О небесных и воздушных явлениях, замеченных в Тобольске с 1665 г. по 1753 г.»

## Места хранения
В досоветское время списки Черепановской летописи хранились: 1) Карамзинский — в Императорской Публичной Библиотеке, 2) в библиотеке Тобольской духовной семинарии, 3) в библиотеке Московского Общества истории и древностей российских, 4) в главном Московском архиве министерства иностранных дел. Местонахождение подлинника и списков, бывших в руках Спасского и Словцова, — неизвестно.